# Parque Nacional Varangerhalvøya
O Parque Nacional Varangerhalvøya (em norueguês:  Varangerhalvøya nasjonalpark) é um parque nacional na Noruega. Fica na Península de Varanger, no condado de Finnmark. Ele está localizado nos municípios de Båtsfjord, Nesseby, Vadsø e Vardø, na parte nordeste da Noruega. A península é a maior área dentro da zona de clima árctico na Noruega continental.